# Petrykozy, West Pomeranian Voivodeship
Petrykozy [pɛtrɨˈkɔzɨ] (tiếng Đức: Althof) là một ngôi làng thuộc khu hành chính của Gmina Rymań, thuộc hạt Kołobrzeg, West Pomeranian Voivodeship, ở phía tây bắc Ba Lan. Nó nằm khoảng 11 kilômét (7 mi) phía tây bắc Rymań, 18 km (11 mi) về phía tây nam của Kołobrzeg và 89 km (55 mi) về phía đông bắc của thủ đô khu vực Szczecin.
Trước năm 1945, khu vực này là một phần của Đức. Đối với lịch sử của khu vực, xem Lịch sử của Pomerania.
Làng có dân số 120 người.